# EnRoute (кредитна картка)
enRoute — наразі закрита кредитна картка, що випускалася Air Canada до 1992, після чого авіакомпанія продала підрозділ кредитних карток компанії Diners Club.
Спочатку картка використовувалася лише для розрахунків у межах Air Canada, але з часом вона перетворилася на поширенішу кредитну картку для подорожуючих ділових людей та приймалася для розрахунків в готелях, ресторанах та інших торгово-сервісних підприємствах. Картка пропонувала такий функціонал, як деталізація глибини транзакцій та сортування витрат за категоріями.
У 1989 enRoute стала першою кредитною карткою, з якої її власники стали винагороджуватися за свої покупки бонусними милями авіаперельотів.
У 1992 Air Canada продала за 300 млн. канадських доларів картковий бізнес enRoute компанії Diners Club. Це дало держателям enRoute доступ до існуючої платіжної мережі Diners Club, в яку в той час входило вже 2,1 млн торгових точок, у той час як власники карток Diners Club в Канаді змогли скористатися програмою накопичення миль авіаперельотів. Протягом кількох наступних років після передачі бізнесу кредитні картки Diners Club випускалися в Канаді як «Diners Club/enRoute».

## Друковане видання
На сьогодні назва enRoute залишилося у щомісячного журналу, що розповсюджується канадськими авіакомпаніями серед пасажирів у польоті. У 2016 тираж видання склав 116 244 примірників.